# Rhaphidascaris acus
Rhaphidascaris acus är en rundmaskart. Rhaphidascaris acus ingår i släktet Rhaphidascaris och familjen Anisakidae. Inga underarter finns listade i Catalogue of Life.